# Phenacorhamdia tenebrosa
Phenacorhamdia tenebrosa är en fiskart som först beskrevs av Schubart, 1964.  Phenacorhamdia tenebrosa ingår i släktet Phenacorhamdia och familjen Heptapteridae. Inga underarter finns listade i Catalogue of Life.